# Kiss My Ass Tour
Kiss My Ass Tour è un tour del gruppo hard rock Kiss, intrapreso nel continente americano, in Giappone e in Australia tra il 2 aprile 1994 e il 13 febbraio 1995. Fu l'ultimo tour con il batterista Eric Singer, come membro, fino al 2004 ed il tour finale con il chitarrista Bruce Kulick.

## Antefatti
I Kiss aprirono il tour con un'esibizione al WWBZ 103.5 Blazefest a Villa Park. Tra la fine di agosto e l'inizio di settembre del 1994, la band andò in tournée in Sud America come headliner del festival itinerante Monsters Of Rock insieme a Slayer e Black Sabbath.

Dopo il Monsters Of Rock, la band andò in tournée in Giappone nel gennaio 1995 in proprio, e nel febbraio dello stesso anno partì per l'Australia per la prima volta dal 1980. Durante la tappa giapponese, la band aveva fondato il "Kiss Aid Save The City Fund" , raccogliendo più di 10.000 dollari per i sopravvissuti al terremoto di Kobe del 1995, in Giappone. Il tour comprendeva oggetti di scena come la Sfinge tornata dall'Hot In The Shade Tour, fuochi d'artificio, laser, spogliarelliste e il logo gigante con il nome della band. Durante questo tour, i Kiss avrebbero anche ospitato un tour denominato Kiss conventions in vari hotel e centri congressi per fare ciò che altre convention della band, create dai fan, avevano fatto prima.
Dopo il tour, c'è stata un'esibizione esclusiva in cui la band ha eseguito un set acustico su MTV per il loro album live Kiss Unplugged, insieme ad Ace Frehley e Peter Criss.

Nel programma del tour finale della band, Stanley ha riflettuto su questo:
(Paul Stanley, 2019)

## Artisti d'apertura
- Lita Ford = 1
- Snakedance = 2
- Fleetwood Mac = 3
- Pat Travers = 4
- Mother Station = 5
- Gypsy Carnes = 6
- Brother Cane = 7
- Victimas del Dr. Cerebro = 8
- Logos = 9
- The Poor = 10

## Date e tappe[10]
| Data              | Città             | Stato        | Luogo                         | Artisti d'apertura | Biglietti venduti / Biglietti disponibili | Incasso      |
| Nord America      | Nord America      | Nord America | Nord America                  | Nord America       | Nord America                              | Nord America |
| ----------------- | ----------------- | ------------ | ----------------------------- | ------------------ | ----------------------------------------- | ------------ |
| 2 aprile 1994     | Villa Park        | Stati Uniti  | Odeum Expo Center             | N.D.               | ~7 200                                    | N.D.         |
| 19 aprile 1994    | San Antonio       | Stati Uniti  | Freeman Coliseum              | 1 ; 2              | N.D.                                      | N.D.         |
| 30 luglio 1994    | Nashville         | Stati Uniti  | Riverfront Park               | 3 ; 4 ; 5 ; 6 ; 7  | ~10 000 / 15 000                          | $178 000     |
| Sud America       |                   |              |                               |                    |                                           |              |
| 27 agosto 1994    | San Paolo         | Brasile      | Estádio do Pacaembu           | N.D.               | N.D.                                      | N.D.         |
| 1 settembre 1994  | Santiago del Cile | Cile         | Estación Mapocho              | N.D.               | ~43 000                                   | N.D.         |
| 3 settembre 1994  | Buenos Aires      | Argentina    | Monumental                    | N.D.               | ~40 000−60 000                            | N.D.         |
| 5 settembre 1994  | Buenos Aires      | Argentina    | Obras Sanitarias              | N.D.               | ~4 700                                    | N.D.         |
| Nord America      |                   |              |                               |                    |                                           |              |
| 8 settembre 1994  | Città del Messico | Messico      | Palacio de los Deportes       | 8                  | 14 789 / 16 500                           | $484 941     |
| Sud America       |                   |              |                               |                    |                                           |              |
| 14 settembre 1994 | Buenos Aires      | Argentina    | Obras Sanitarias              | 9                  | ~4 700                                    | N.D.         |
| 15 settembre 1994 | Buenos Aires      | Argentina    | Obras Sanitarias              | 9                  | ~4 300 / 4 700                            | N.D.         |
| 16 settembre 1994 | Buenos Aires      | Argentina    | Obras Sanitarias              | 9                  | ~4 000 / 4 700                            | N.D.         |
| Nord America      |                   |              |                               |                    |                                           |              |
| 21 ottobre 1994   | Phoenix           | Stati Uniti  | Arizona State Fair            | N.D.               | N.D.                                      | N.D.         |
| Asia              |                   |              |                               |                    |                                           |              |
| 24 gennaio 1995   | Osaka             | Giappone     | Osaka Castle Hall             | N.D.               | N.D.                                      | N.D.         |
| 26 gennaio 1995   | Fukuoka           | Giappone     | Kokusai Center                | N.D.               | N.D.                                      | N.D.         |
| 28 gennaio 1995   | Nagoya            | Giappone     | Nagoya Rainbow Hall           | N.D.               | N.D.                                      | N.D.         |
| 30 gennaio 1995   | Tokyo             | Giappone     | Budokan                       | N.D.               | N.D.                                      | N.D.         |
| 31 gennaio 1995   | Tokyo             | Giappone     | Budokan                       | N.D.               | N.D.                                      | N.D.         |
| Oceania           |                   |              |                               |                    |                                           |              |
| 4 febbraio 1995   | Perth             | Australia    | Perth Entertainment Center    | 10                 | ~8 000 / 8 200                            | N.D.         |
| 6 febbraio 1995   | Adelaide          | Australia    | Adelaide Entertainment Center | 10                 | ~8 000 / 12 000                           | N.D.         |
| 8 febbraio 1995   | Melbourne         | Australia    | Rod Laver Arena               | 10                 | N.D.                                      | N.D.         |
| 9 febbraio 1995   | Melbourne         | Australia    | Rod Laver Arena               | 10                 | N.D.                                      | N.D.         |
| 11 febbraio 1995  | Brisbane          | Australia    | Brisbane Entertainment Center | 10                 | N.D.                                      | N.D.         |
| 13 febbraio 1995  | Sydney            | Australia    | Sydney Entertainment Centre   | 10                 | N.D.                                      | N.D.         |
| Totale            | Totale            | Totale       | Totale                        | Totale             | ~148 689−168 689                          | $662 941     |

## Scaletta
Questa è una scaletta di esempio eseguita in uno spettacolo, ma potrebbe non rappresentare la maggior parte degli spettacoli di questo tour.
1. Creatures Of The Night
2. Deuce
3. Parasite
4. Unholy
5. I Stole Your Love
6. Cold Gin
7. Got To Choose
8. Firehouse
9. Calling Dr. Love
10. Makin' Love
11. I Was Made For Lovin' You
12. I Want You
13. Domino
14. Love Gun
15. Lick It Up
16. God Of Thunder
17. I Love It Loud
18. Detroit Rock City
19. Black Diamond
20. Heaven's On Fire
21. Rock And Roll All Nite

### Curiosità
- King Of The Night Time World aprì alcuni spettacoli in determinate date del tour.
- Goin' Blind fu suonata all'inizio del tour ma fu dismessa dalla scaletta stessa.
- Strutter e 100,000 Years venivano suonate saltuariamente.
- She, Forever, Take It Off e God Gave Rock 'N Roll To You II furono suonate occasionalmente durante il tour.

## Formazione
- Gene Simmons - basso, voce
- Paul Stanley - chitarra ritmica, voce
- Eric Singer - batteria, voce
- Bruce Kulick - chitarra solista